# Hubert Carton de Wiart
 (mai 2023).
 (mai 2023).
- Si vous ne connaissez pas le sujet, laissez ce bandeau (vous pouvez alors contacter les auteurs).
- Si vous supprimez le contenu mis en cause (vous pouvez préalablement contacter les auteurs),

argumentez précisément cette suppression dans la page de discussion
(un manque de référence n'est pas un argument ; une recherche réelle de référence doit avoir été effectuée, être formellement documentée).
Hubert Carton de Wiart, né à Saint-Gilles le 21 octobre 1901 et mort à Woluwe-Saint-Pierre le 30 mai 1963 est un aventurier, diplomate et écrivain belge.

## Vie personnelle et formation

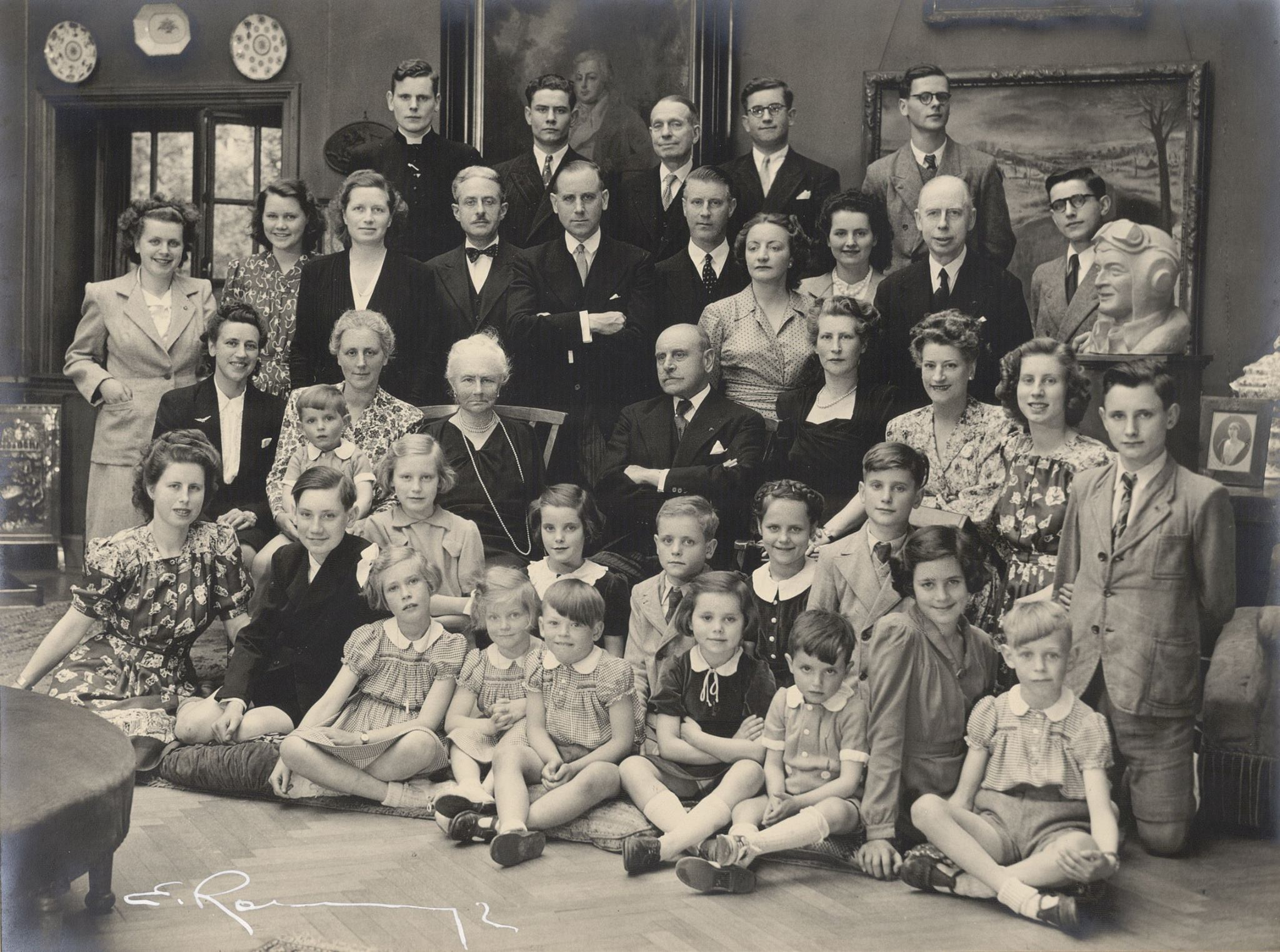
La famille réunie autour d’Henry et Juliette Carton de Wiart (assis, au centre) vers 1945.

Issu d’une fratrie de six, Hubert Carton de Wiart est le quatrième enfant du comte Henry Carton de Wiart et de Juliette Verhaegen. Son père, membre du Parti catholique, fut Premier ministre de la Belgique du 20 novembre 1920 au 16 décembre 1921. Sa mère, impliquée dans la protection de l’enfance et prisonnière de guerre à Berlin, s’investit également dans diverses œuvres patriotiques. Scolarisé chez les jésuites au collège Saint-Michel, Hubert Carton de Wiart quitte la Belgique pour le Kent durant la Première Guerre mondiale. Il poursuit la suite de ses études au Ladycross School de Seaford  (école préparant à la Navy) et revient en Belgique en 1917 pour terminer ses humanités au collège Saint-Stanislas.
Formé par l’Université Saint-Louis de Bruxelles et l’Université catholique de Louvain (Leuven),  Hubert Carton de Wiart obtient un diplôme en sciences politiques  en 1924 et par la suite un doctorat en droit, en 1926. Il passe également un examen de licence en sciences politiques, diplomatiques et commerciales. Il remporte le prix de Fellow of International Relations, ce qui lui permet de partir aux Etats-Unis. Il obtient alors une bourse de la Fondation Universitaire Johns Hopkins (Baltimore) et se voit attribuer un stage dans des sociétés ferroviaires d’Espagne et du Maroc. Il entretient à partir de ce moment une correspondance régulière avec son oncle, Edmond Carton de Wiart, qui finance ses projets.
Hubert Carton de Wiart se marie le 12 novembre 1942 à Barbizon (Ile-de-France) avec Noëlle Lambert, française, divorcée du capitaine de corvette Paul Martin et résistante décorée,. Ils ont  3 enfants : Pierre-Olivier Carton de Wiart (né le 18 Janvier 1945), François Carton de Wiart (1947) et Marie-Noëlie Carton de Wiart (1952),.
Hubert Carton de Wiart décède à Woluwé-Saint-Pierre d’une crise cardiaque le 30 mai 1963, quatre ans avant son épouse.

## Carrière

### Premiers pas en Afrique
En 1927, Hubert Carton de Wiart, délégué belge à Genève, part en expédition jusqu'au Cap. Il part avec  l’aviateur Jacques Lamarche. C'est un projet à la fois publicitaire (il est motorisé par la Fabrique National d'Herstal) et diplomatique.
A leur retour, le Roi Albert Ier nomme Hubert Carton de Wiart, âgé de 27 ans, Chevalier de l’Ordre royal du Lion Africain. 

### Carrière et exploits en Asie

#### Mission diplomatique
En 1929, Hubert Carton de Wiart obtient le concours des Affaires étrangères belges. Il est nommé attaché de légation au Japon. Dans la même année, il séjourne à Tokyo et à Pékin pour des relations de travail (agences commerciales, banques, Lloyd Royal, etc.).
L’ambassadeur belge en Chine, Marie-Georges-Gérard-Léon le Maire de Warzée d'Hermalle (qui contribue à sa formation de ministre plénipotentiaire) l’affecte au service de liaison avec le gouvernement de Nankin. Notamment pour y visiter les missions belges, les écoles et les hôpitaux de Mongolie.

#### Expédition à travers l’Asie

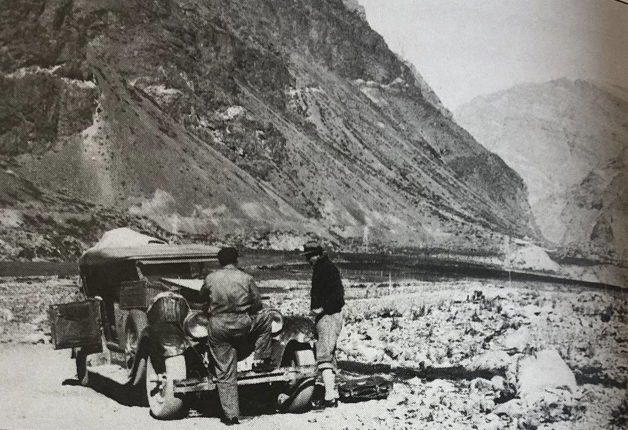
Expédition d'Hubert Carton de Wiart et d'Alphonse Lepage de Pékin à Hastière en automobile en Ford (archive 234)

Le 22 mars 1932, Hubert Carton de Wiart quitte la Chine.
Avec le mécanicien Alphonse Lepage, ils partent en voiture (Ford sport modèle A) de la frontière indochinoise pour rentrer à la propriété familiale d' Hastière. Il traverse la Thaïlande, la Malaisie, l'Afghanistan, l'Irak, la Syrie, le Liban jusque l'Europe.
Il obtient le Trophée national du Mérite sportif de 1938 à la suite de cette traversée automobile de 17 000 km,.

### Carrière en Amérique du Sud

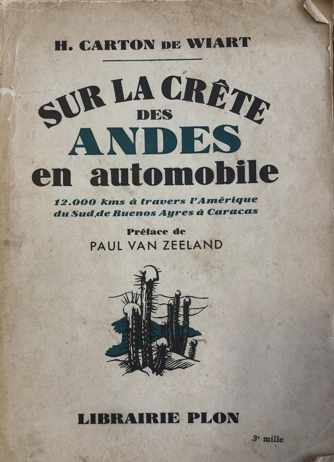
"Sur la Crête des Andes en Automobiles" de Hubert Carton de Wiart.

En avril 1933, Hubert Carton de Wiart devient secrétaire de légation à Buenos Aires. En avril 1934, il s'occupe entre autres de nombreuses banques italo-belges et des contrats pour la Fabrique Nationale de Herstal.
En avril 1936, Hubert Carton de Wiart quitte Buenos Aires et débute un nouveau périple automobile de septante-sept jours de nouveau avec Alphonse Lepage. Il retranscrit ce voyage dans un livre, Sur la crête des Andes en automobile,12000 kms à travers l'Amérique du Sud de Buenos-Ayres à Caracas, publié en 1938. Hubert Carton de Wiart a repris  l’itinéraire emprunté cent ans auparavant par Simon Bolivar. Il y décrit les peuplades indiennes et les animaux indigènes croisés sur la route. Son livre est préfacé par Paul Van Zeeland, Premier ministre de la Belgique de 1935 à 1937.
Cette traversée de l’Amérique du Sud est l’occasion de créer de nouveaux liens économiques, au nom de la Belgique et de l’Europe, avant que ce marché ne soit envahi de produits américains ou japonais.
En 1939, il préface à son tour le livre de Robert De Wavrin, Les Bêtes sauvages de l’Amazonie et des autres régions de l’Amérique du Sud.
De retour à Buenos Aires, il quitte le milieu diplomatique pour diriger une entreprise industrielle produisant de l'énergie électrique, La Cade, le long du Rio de la Plata,.
Il part définitivement d'Argentine en 1955 à la suite des troubles militaires causés par  Perón.

### Vie en Europe et missions diplomatiques
En 1939, Hubert Carton de Wiart arrive à Paris.
En 1940, il est nommé comte par le roi Léopold III à la suite de ses trois voyages démontrant l’importance et l’avenir des liaisons routières. En mai de cette même année, il est nommé premier secrétaire de l’ambassadeur de Belgique, Pol Le Tellier, à Paris. En juin 1940, l’ambassade se replie sur Bordeaux mais l’ambassadeur demande à Hubert Carton de Wiart de rentrer à Paris. En 1942, s’ouvre à Paris une commission d'enquête à la suite des actes reprochés à Hubert Carton de Wiart : on lui reproche ses prises de positions, entre autres à la suite du bombardement de Billancourt. La commission d’enquête l’accuse plus de maladresse que de mauvaise intention. En 1944, il est nommé consul général de Belgique à Paris puis rappelé à Bruxelles par Paul-Henri Spaak, ministre des Affaires étrangères,.
Par la suite, Hubert Carton de Wiart est amené à remplir diverses missions diplomatiques, en tant qu’ambassadeur extraordinaire mandaté par le ministère des Affaires étrangères. En 1945, Hubert Carton de Wiart quitte l'Europe dans ce cadre, pour rejoindre le Laos à cause du conflit entre le Roi Sisavangvong, allié des colonies françaises, et le Prince Phetsarath, soutenu par le Japon. Il est ensuite envoyé à Prague durant 5 ans (1947-1952) en tant que ministre de Belgique. Comme autres missions diplomatiques, Hubert Carton de Wiart est parti à Buenos Aires en 1953 et en 1956, il est ambassadeur de S.M. le Roi Baudouin en Italie
En 1949, il préface le livre de Maurice Fraigneux, Communisme mystique inhumaine.
Il est ensuite l’un des organisateurs de l’Exposition universelle de Bruxelles en 1958.
Au cours de cette même année, il fonde et devient président du Cercle d’Amérique latine à Bruxelles
Il lui arrive aussi d’écrire des articles pour le Monde diplomatique.

## Médailles et titres honorifiques reçus[3]
- Médailles d’Or de la Société royale de géographie d’Anvers et de la Société de géographie de Paris
- Lauréat des Sociétés de géographie de Londres, Washington, Buenos-Ayres et Rio de Janeiro
- Titulaire du Trophée national du Mérite Sportif de 1938[22]
- Commandeur de l’Ordre de la Couronne
- Officier de l’Ordre de Léopold II
- Chevalier de l’Ordre Royal du Lion
- Médaille civique de première classe pour acte de courage et de dévouement
- Médaille de bronze du Carnégie Hero Fund
- Grand Officier de la Légion d’honneur
- Grand Cordon de l’Ordre National de la Croix du Sud de Brésil
- Grand Cordon de première classe de l’Ordre de l’Aigle Aztèque
- Grand Cordon de l’Ordre al Merito de L’Ordre Souverain et Militaire de Malte
- Grand Cordon de l’Ordre al Merito de Mayo d’Argentine
- Grand Officier de l’Ordre de la Couronne de Chêne de Luxembourg
- Grand Officier du Mérite d’Autriche
- Grand Officier de l’Ordre Royal du Phénix de Grèce
- Commandeur de l’Ordre du Mérite d’Italie
- Commandeur de l’Ordre du Soleil du Pérou
- Croix de Guerre française 1939-1945
- Médaille de la Résistance française

## Publications
- Sur la Crête des Andes en Automobiles, 12000 kms à travers l'Amérique du Sud de Buenos-Ayres à Caracas, Paris, 1938.
- Préface de R. De Wavrin, Les Bêtes sauvages de l’Amazonie et des autres régions de l’Amérique du Sud, Paris, 1939.
- Préface de M.Fraigneux, Communisme mystique inhumaine, Paris, 1949.
- Présenté de G. Honorez, La Vie Chevaleresque et Épique De Charles De Loupoigne. Héros Brabançon, Bruxelles, 1946.